# Климат Армении
Климат Армении очень разнообразен. Это объясняется особенностями географического положения, большими перепадами высот. В целом для Армении характерны морозные и снежные зимы и жаркое, солнечное лето.
На равнинах средняя температура января −5 °C, июля +26 °C; в горах −14 °C и +10 °C соответственно. Минимальное количество осадков в Араратской долине — 200—250 мм в год, в среднегорье — 500 мм, а в высокогорье — 700—900 мм. Наибольшее количество осадков наблюдается в Лорийской и Сюникской областях, которые по большей мере покрыты лесом. В южной части Армении одним из самых дождливых населённых пунктов является Верин Хотанан, где среднегодовое количество осадков составляет более 805 мм, в северной - Фиолетово и Ташир — более 700 мм.
Несмотря на то, что Армения расположена на широте субтропической зоны, субтропический климат наблюдается только в южной (Мегри) и северо-восточной (Ноемберян) частях Армении. В остальных районах климат континентальный — лето жаркое, а зима холодная, и умеренный — умеренная зима и умеренное лето.

## Климатические пояса
Климатические пояса в Армении расположены вертикально, здесь преобладает сразу 3 климатических пояса и 6 климатических зон (районов). Ниже перечислены климатические зоны Армении и места их распространения.
- На Араратской равнине и в Ереванском районе климат сухой континентальный с жарким летом, умеренно-холодной малоснежной зимой и малым количеством осадков (350 мм в год).
- В низкогорьях, примыкающих с севера и востока к Араратской долине, климат умеренно сухой с теплым летом (средняя t июля — 20°С) и умеренно-холодной зимой (средняя t января — −7°С), с обильными осадками (до 640 мм в год).
- В среднегорьях центральной части страны, на высотах 1500—1800 м, климат умеренный, с теплым летом (средняя температура в июле — 18-20°С) и холодной зимой (средняя температура в январе — −10°С) с обильными снегопадами; средняя годовая сумма осадков 760 мм.
- В среднегорьях, на севере и юго-востоке страны климат умеренно-теплый, влажный (средняя t января — −4°С, июля — +19°С, среднегодовое количество осадков составляет 600—700 мм).
- На крайнем юго-востоке (Мегри) и северо-востоке (Ноемберян) Армении, на высотах менее 1000 м, климат сухой субтропический с продолжительным и жарким летом (средняя t июля — 24°С) и мягкой бесснежной или малоснежной зимой (средняя t января — 0°С). Среднее количество осадков в году составляет 300—400 мм.
- На высотах 1800-3000 м климат умеренно холодный, влажный (средняя t января — −14°С, июля — +16°С, среднегодовое количество осадков — 800—900 мм).[3]

## Формирование климата
Большое влияние на формирование климата имеет также местный круговорот воздуха, который
обусловлен процессами мезо- и микро- круговоротов, происходящих вследствие местных
орографических особенностей. Этот круговорот в основном обусловлен деформацией
передвигающихся воздушных масс под воздействием рельефа.
Особенность летнего круговорота заключается в том, что на территорию республики
вторгаются очень теплые континентальные тропические воздушные массы, сформированные на Аравийском полуострове, Иранском и Анатолийском нагорьях. Этот тип круговорота является преобладающим в республике в июле-августе и обуславливает
высокий температурный фон, особенно в Араратской долине, Ширакской области и долинах Каджарана.
В летние месяцы его периодичность составляет 55%. Проникновение тропических воздушных масс на территорию республики наблюдается на протяжении всего года, вследствие чего на высотах до 1900 м формируется сухой континентальный климат, а в Мегри и Ноемберяне – сухой субтропический климат с относительно мягкими зимами. На
равнинах и долинах среднего течения реки Аракс континентальность выражена сильнее – холодными зимами и жарким летом. В предгорных районах этих территорий и в восточной
части Зангезура, на высотах 1300-1500 м формируется умеренно теплый и сухой, на 1500-2000 м – умеренно холодный, а на высотах 2000-3000 м – холодный горный климат.

## Солнечное сияние
Наибольшая длительность солнечного сияния бывает на равнинных территориях, где
горизонт не закрыт горами. Многие местности республики по длительности солнечного сияния, особенно Араратская равнина, могут сравниться с субтропическими районами Средней Азии. В теплый период длительность солнечного сияния в
республике составляет 82-87% от годовой, а в среднем – длительность солнечного сияния составляет 58% от возможной для этой широты.

## Атмосферные осадки
Количество годовых атмосферных осадков на территории Армении колеблется в довольно больших пределах. В низменных районах количество среднегодовых осадков составляет 200-250 мм, в отдельные годы оно понижается до 100 мм и иногда даже ниже, в высокогорных районах их количество составляет 900-1000 мм, в отдельные годы достигает 1300-1500 мм.
Сумма среднегодовых атмосферных осадков в северо-западных районах на высотах в 400-1000 м колеблется в пределах 430-600 мм, а во внутренних сухих районах на тех же высотах — 250-300 мм. На высотах в 1000-1500 м она составляет соответственно 550-750 и 250-550 мм, в поясе 1500-2000 м – 600-820 мм и 350-600 мм. В обоих районах в поясе 2500- 3000 м, сумма годовых осадков достигает 750-950 мм. При подъёме на каждые 100 м градиент во внутренних сухих районах составляет 20-25 мм, а на северо- востоке – 18-20 мм.
Наименьшая высота снежного покрова наблюдается в Араратской равнине и Мегри, здесь она составляет 5-10 см, минимальная — 0 см, максимальная — 20-40 см. Очень малая толщина снежного покрова также в Севанском бассейне.

## Температура
Среднегодовая температура воздуха составляет 5,5 °C. За всю историю метеонаблюдений абсолютно максимальная температура была зафиксирована в Мегри (+ 44 °C) в июле 2011 года, что практически соответствует Российскому Яшкулю, абсолютный минимум — в селе Ашоцк (-42 °C) в 1961 году, что равно абсолютному минимуму января Москвы, как и января-февраля в Улан-Баторе. Интересно, что по абсолютному максимуму Армения существенно, на 5,5-5,7 градусов прохладнее Турции, где воздушные массы континентальнее, хотя разность в широте не такая высокая. Абсолютный температурный перепад по стране равен не менее 86.
Продолжительность безморозного периода увеличивается с уменьшением высоты и
длится на территории Армении от 130 (бассейн Севана) дней до 253 дней (Мегри). Безморозный
период в северо-восточных влажных районах на высотах до 1000 м длится около 220 дней, и в поясе свыше 2000 м он начинается 25
мая, кончается 21 октября и длится около 118 дней. В среднем в Араратской долине и Ехегнадзоре длится 212-225 дней, в Шираке – 165-180 дней, а в бассейне озера Севан – 130-145 дней.

## Атмосферные явления
Атмосферные явления на территории республики в основном обусловлены
проникновением преобладающих западных и восточных воздушных масс, а иногда
меридиональным проникновением арктических холодных и южных теплых воздушных масс.
Зимой изменение погоды связано с проникновением холодных потоков воздуха
меридионального направления с северо-запада на юго-восток, преобладающими являются
основные воздушные массы антициклонов средних широт, формирующихся в европейской
части России и Сибири, периодичность которых составляет 62%. Вследствие проникновения
этих воздушных масс происходят сильные похолодания, из-за которых температура воздуха
на протяжении всего дня может понизиться на 10-12 °C. Проникающие в республику в зимний период
юго-западные тёплые воздушные массы приносят с собой влагу и потепление.
Проникновение арктических воздушных потоков в начале весны в отдельных случаях
приводит к резкой смене погоды: понижается температура, идут обильные осадки, часто в
виде снега. Периодичность этих вторжений составляет 10-12%. Весной вторжение
холодных масс активирует циклонную деятельность со стороны Средиземного моря,
периодичность которой составляет 20-21%.

## Ветры
Направление ветров совпадает с направлением ущелий и долин. В течение зимы
преобладают западные и северные, а летом восточные и южные ветры. На перевалах
направление ветров выражено более ярко, скорость которых по сравнению с равнинными ветрами
увеличивается в 1,4-1,8 раза на подветренных склонах или расположенных параллельно
ветру и имеющих наклон свыше 10°, в долинах, имеющих наклон параллельный ветру: на
вершинах холмов и гор с относительной высотой до 600 м и на перевалах скорость ветра
увеличивается в 2,0-2,4 раза. Большие скорости наблюдаются также на вершинах гор и
высоких плоскогорьях. Максимальная скорость ветра в высокогорном поясе наблюдается
зимой, а в низменном и предгорном поясе — летом. В течение дня минимальная скорость
ветра наблюдается в утренние часы, а после полудня она возрастает. Простое дневное
течение имеют бризы (в бассейне озера Севан) и горно-долинные ветры, особо ощутимые в Араратской долине и в других равнинных пригорных районах. Днем, в теплый период года, ветер дует со стороны долин к горам, а после 15-16 часов – с гор к долинам.

## Изменение климата
Исследования данных метеорологических наблюдений показывают, что в последние десятилетия в Армении наблюдается повышение температуры. В течение последних 80 лет наблюдалось повышение годовой температуры на 1 °C и уменьшение осадков на 6 %. По отношению к базовой норме 1961-1990 гг. были вычислены изменения температуры и осадков за 30-летние периоды 2011-2040, 2041-2070 и 2071- 2100 гг. для отдельных климатических зон по сезонам и за год.
С 1960 по 2015 годы средняя температура  воздуха повысилась  на 1,3 градуса, а количество осадков сократилось на 9%.
По всей территории Армении температура за 2071-2100 гг. увеличится на 4 ºС по отношениюк базовой – 6 ºС, а осадки уменьшатся на 9 % по отношению к базовой – 592 мм.

### Причины
На изменение климата влияют следующие факторы: 
- Сверхпользование водными ресурсами (для ведения сельского хозяйства) и неправильное их использование (также в ведении сельского хозяйства)
- Активная вырубка лесов практически без их восстановления и сверхвыпас скота без невосстановления пастбищ, вследствие чего опустынивание и осушение территорий

### Примеры
Около 70 - 80% воды в бассейнах рек Агстев и Дебед используется для сельского хозяйства. В обоих бассейнах, наблюдается отчётливое повышение температуры за 1991-2006 гг. по сравнению с 1961-1990гг, в пределах от 0,2 - 0,6 °C в бассейне реки Агстев и 0,5 - 0,7 ºС в бассейне реки Дебед. Все метеорологические станции на реке Агстев зафиксировали умеренное снижение количества осадков по двум периодам (-3 - -6%), тогда как в бассейне р. Дебед уменьшение осадков составляет -9 - 10%.
| Гидрологическая станция | 1961-1990 гг. млн м³ | 2011-2040 гг. млн м³ | 2041-2070 гг. млн м³ | 2071-2100 гг. млн м³ |
| ----------------------- | -------------------- | -------------------- | -------------------- | -------------------- |
| Иджеван (река Агстев)   | 286                  | 255 (-11%)           | 196 (-31%)           | 108 (-62%)           |
| Айрум (река Дебед)      | 1054                 | 937 (-11%)           | 669 (-37%)           | 402 (-62%)           |

Анализы показывают, что в бассейнах рек речной сток до конца столетия имеет тенденцию снижения. Первым шагом в любом планировании водных ресурсов является эффективный мониторинг использования воды в бассейнах.
Поскольку вода в этих бассейнах в основном используется для орошения, повышение продуктивности воды для сельского хозяйства имеет первостепенное значение. Как правило, половина воды, используемой при неэффективном поливе, теряется за счёт испарения.
Увеличение потребностей в воде во всех регионах Армении происходит как за счёт уменьшения количества осадков, так и повышения температуры (и одновременно испарения).

## Характеристика
| Населённый пункт     | Высота над у. м. | Годовые осадки (мм) | Среднегодовая t воздуха (°C) | Средняя высота снежного покрова | Максимальная высота снежного покрова | Минимальная высота снежного покрова | Продолж. снежного покрова (дни) | Влажность % |
| -------------------- | ---------------- | ------------------- | ---------------------------- | ------------------------------- | ------------------------------------ | ----------------------------------- | ------------------------------- | ----------- |
| Баграташен           | 453              | 444                 | 11,7                         | н/д                             | н/д                                  | н/д                                 | н/д                             | 72          |
| Иджеван              | 732              | 563                 | 10,6                         | 10                              | 28                                   | 1                                   | 38                              | 73          |
| Ванадзор             | 1350             | 586                 | 7,4                          | 17                              | 38                                   | 3                                   | 72                              | 71          |
| Степанаван           | 1397             | 683                 | 6,6                          | 19                              | 53                                   | 4                                   | 73                              | 73          |
| Ташир                | 1507             | 713                 | 5,8                          | 17                              | 37                                   | 2                                   | 72                              | 75          |
| Спитак               | 1552             | 439                 | 7,1                          | 12                              | 56                                   | 2                                   | 63                              | 69          |
| Чамбарак             | 1861             | 557                 | 4,8                          | 16                              | 37                                   | 5                                   | 102                             | 74          |
| Мегри                | 627              | 259                 | 13,8                         | 5                               | 27                                   | 0                                   | 21                              | 61          |
| Капан                | 705              | 544                 | 11,5                         | 10                              | 32                                   | 2                                   | 34                              | 71          |
| Арташат              | 829              | 235                 | 11,1                         | 10                              | 44                                   | 0                                   | 39                              | 65          |
| Армавир              | 861              | 244                 | 11,3                         | 10                              | 42                                   | 0                                   | 45                              | 60          |
| Ереван               | 942              | 316                 | 11,4                         | 12                              | 46                                   | 0                                   | 44                              | 60          |
| Егвард               | 1317             | 407                 | 9,8                          | 28                              | 68                                   | 0                                   | 74                              | 62          |
| Арени                | 1009             | 357                 | 11,8                         | 14                              | н/д                                  | н/д                                 | 40                              | 56          |
| Ехегнадзор           | 1267             | 398                 | 10,8                         | 18                              | н/д                                  | н/д                                 | 50                              | 66          |
| Сисиан               | 1580             | 365                 | 6,6                          | 12                              | 34                                   | 3                                   | 73                              | 68          |
| Гюмри                | 1556             | 477                 | 5,8                          | 26                              | 61                                   | 4                                   | 96                              | 70          |
| Талин                | 1582             | 435                 | 7,9                          | 24                              | 64                                   | 2                                   | 82                              | 59          |
| Артик                | 1750             | 516                 | 5,8                          | 22                              | 51                                   | 5                                   | 95                              | 66          |
| Фантан               | 1798             | 640                 | 6,0                          | 50                              | 79                                   | 13                                  | 124                             | 66          |
| Апаран               | 1991             | 651                 | 4,3                          | 56                              | 92                                   | 10                                  | 125                             | 69          |
| Севан                | 1936             | 556                 | 4,0                          | 36                              | 83                                   | 3                                   | 136                             | 74          |
| Мец Масрик           | 1940             | 390                 | 4,2                          | 21                              | 35                                   | 7                                   | 109                             | 69          |
| Мартуни              | 1995             | 457                 | 5.6                          | 26                              | 75                                   | 2                                   | 98                              | 67          |
| Ншхарк               | 2334             | 488                 | 2,7                          | 64                              | 102                                  | 33                                  | 160                             | 72          |
| Пахакн               | 2004             | 574                 | 1,8                          | 53                              | 81                                   | 17                                  | 138                             | 74          |
| Арагац (высокогорье) | 3329             | 1065                | -2,7                         | 166                             | 235                                  | 66                                  | 252                             | 73          |

|       |  |      |  |       |  |           |  |        |
| Тавуш |  | Лори |  | Ширак |  | Арагацотн |  | Котайк |

|            |  |         |  |        |  |            |  |       |
| Гегаркуник |  | Армавир |  | Арарат |  | Вайоц Дзор |  | Сюник |